# التمثيلات الاستعارية للأرجنتين

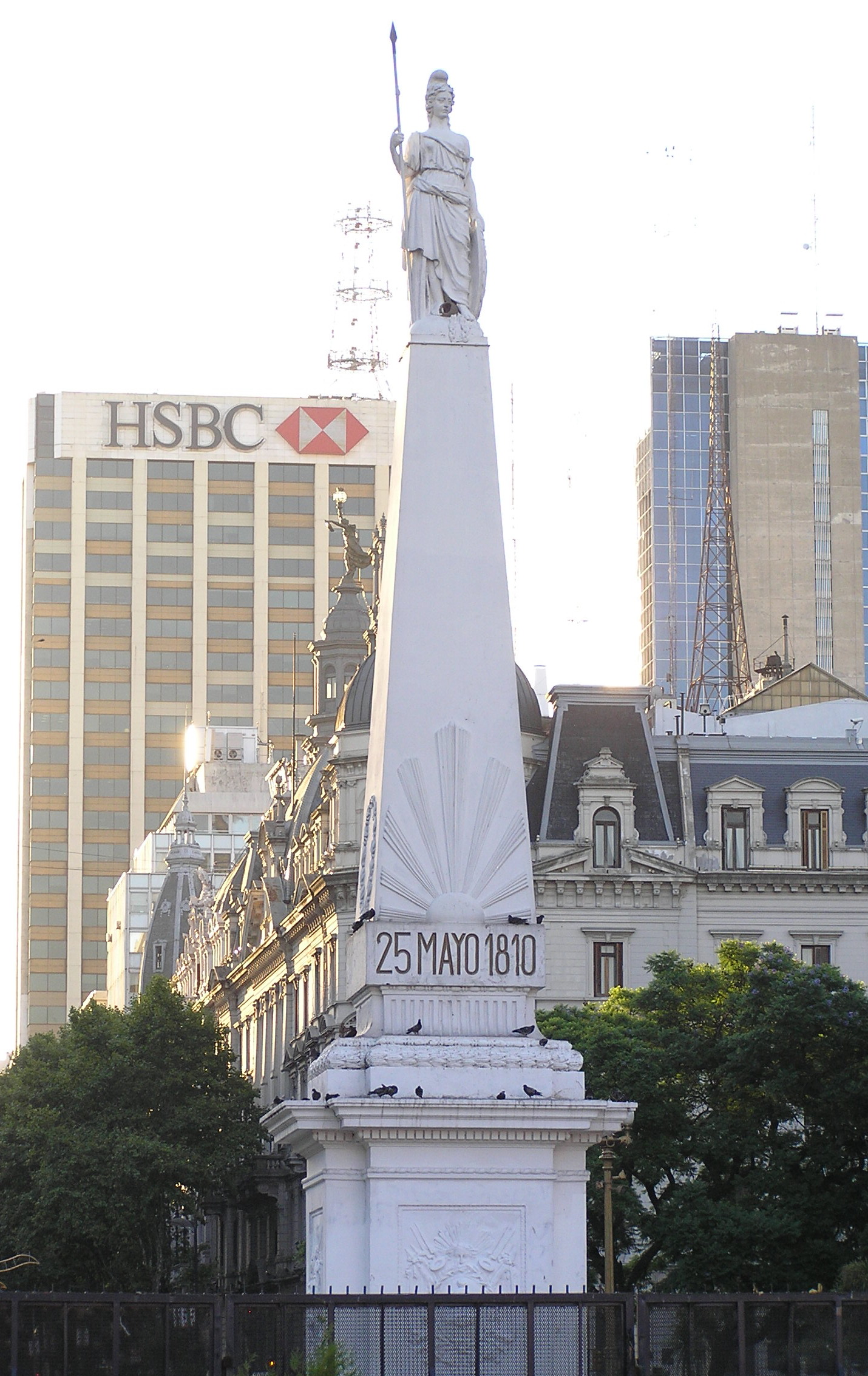
تمثال الحرية في الجزء العلوي من الهرم مايو، الذي افتتح في عام 1856. وهي تمسك درع الأرجنتين في يدها اليسرى.

هناك تمثيلات استعارية للأرجنتين عديدة أو تتعلق بأي شكل ب الأرجنتين. ولا يوجد على أية حال، تجسيد وطني باسمه الخاص به، مثل ماريان من فرنسا، أو هيسبانيا من إسبانيا، ولكن يوجد تماثيل ونقوش تمثل الحرية، الجمهورية، الوطن أو المفاهيم الأخرى التي استخدمت رسمياً من قبل الدولة الأرجنتينية.